# 湯小康
湯小康（1975年11月30日—），出生于馬來西亞吉隆坡，是華語流行音樂作曲人以及福音歌手，於2014年曾参加《中国好歌曲》第一季成为蔡健雅戰隊學員。

## 簡介
湯父以歌唱為主業；湯小康自幼因觀賞父親演唱的風采而景仰父親、對音樂產生夢想。

## 音樂生涯
不喜唸書的他，對音樂極有興趣。13歲起，湯小康加入馬來西亞一班京劇團，於團中演唱流行音樂，偶爾亦粉墨登場，隨行在大馬巡迴表演近4年之久；爾後於一家工廠內，任職操作員。成年後，湯赴新加坡一家公司任職。年輕的上司彈吉他的造詣頗佳；他教導湯如何玩吉他，開展了他的作曲生涯。工作期間，他認識一位夥伴－高見，而有機會前往馬來西亞新山與巫啟賢會談（湯視巫為恩師，第一份合約也簽給了巫啟賢），並且隨後認識齊秦。
1999年，因父親的鼓勵話：『有夢就要去追』，湯赴臺灣尋求發展，居於臺北縣永和市（今新北市永和區），但創作進入瓶頸期，致生活一度陷入困境，曾經有7個月的時間付不出房租，不過也遇上一位(湯稱：好心的阿姨)幫湯小康繳了7個月的房租。
當時音樂製作人許常德正在製作庾澄慶的「海嘯」專輯，正準備要收歌的時候，就收到了湯小康所寫的歌，並積極與湯互動，雖然歌的部分都只有曲而已，但許常德嘗試幫他的曲填上詞，填完後的的第一首完成的就是「海嘯」，而「情非得已」是因為湯小康寫的大量的歌曲中，被棄置旁邊無人整理，無意間被音樂製作人「許常德」將這首歌翻找出來，誰也沒想到這首歌的出現，造成市場一炮而紅，而當時想找尋湯小康簽約的人也不斷陸續出現，湯小康卻也不了解「情非得已」走紅程度，只聽聞朋友講述狀況，隨後上街才驚覺「情非得已」滿街都在播，湯小康心理也有所感動終於「熬出來了」。
隨後 2002 年至 2004 年間，因創作《情非得已》（由庾澄慶演唱的臺灣偶像劇《流星花園》主題曲），逐漸打開在華語流行音樂圈內的知名度。曾經合作的歌手，包括張學友、齊秦、劉德華、動力火車、王傑、蘇永康、S.H.E、張棟樑、張智成、孫楠、許志安，之後也因為「台灣工作居留證逾期」小小的意外讓夢想暫時幻滅，雖然湯小康早已在兩個月前通知公司「工作簽證即將過期」，但事後台灣工作居留卻還是逾期一個多月，讓他逃不了被遣返的命運，除了立即被遣返馬來西亞之外；更造成一年內湯再也無法回台灣工作。
2009年起，事業與愛情皆發展不順遂的他，在朋友的力邀之下，開始參加新加坡城市豐收教會的活動，未久即受洗。2010年，在牧師林以諾的提醒之下，湯開始製作福音專輯，並於2011年赴臺灣發表新作。

## 外部連結
- 湯小康率領大馬幫 賑災獻愛 （页面存档备份，存于）
- 《愛就是力量》音樂會 歌手傳達愛的訊息